# Ботаніка ацтеків

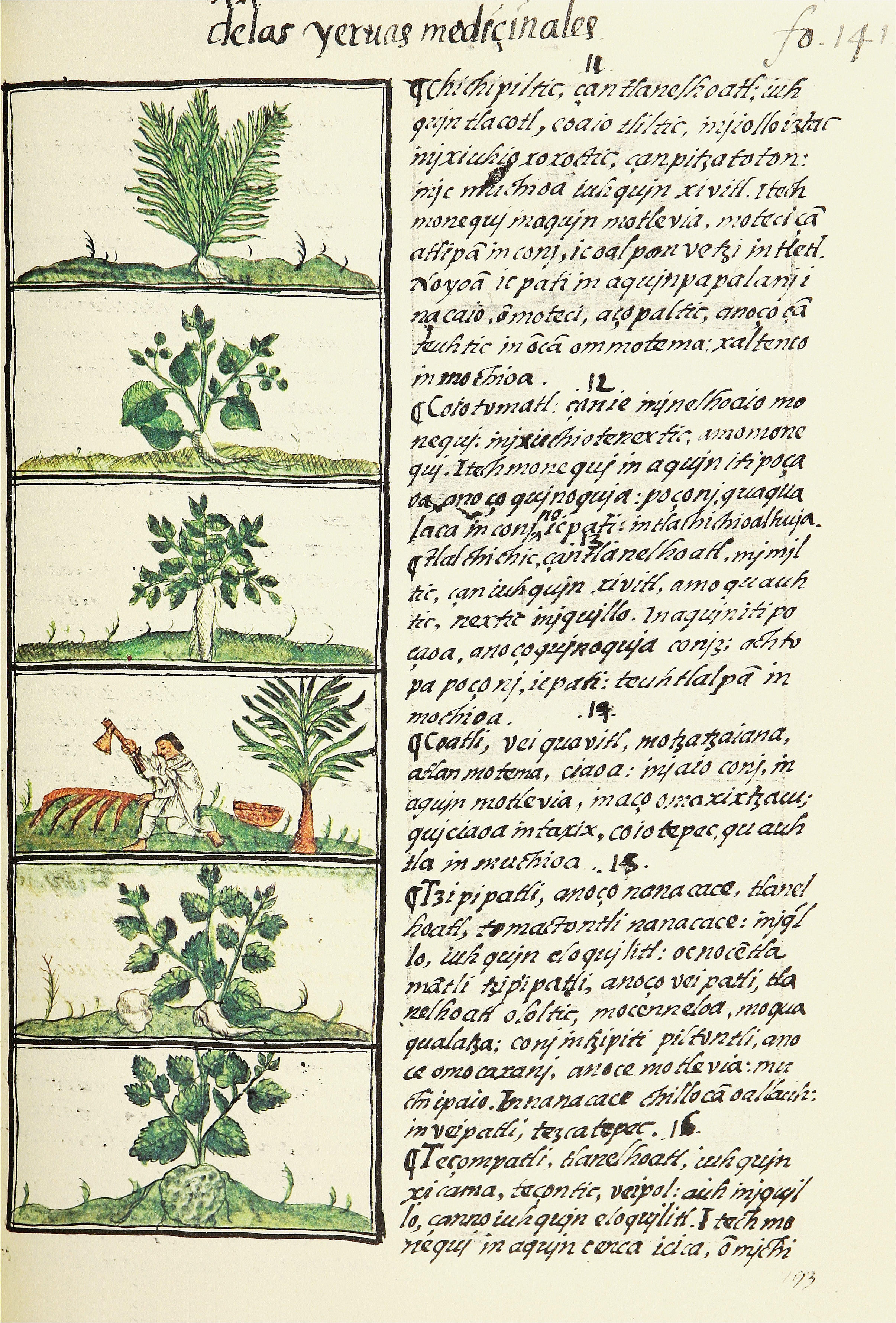
Лікарські трави ацтеків. Флорентійський кодекс

Бота́ніка ацте́ків — комплекс знань у області ботаніки, які були накопичені ацтеками або започено в інших народів Месоамерики. Розвиток цієї науки був тісно пов'язаний з медициною, тому перш за все досліджувалися лікарські рослини, й сільським господарством.

## Дослідження
Найбільш повні відомості про них присутні у праці Бернардіно де Саагуна відомою як «Флорентійський кодекс», та Кодекс Бадіано. Саагун дав опису 123 лікарських травах, у той час, як в текстах його інформаторів згадуються 266 рослин. В цілому ж, в його книгах згадуються 724 рослини, з яких ідентифікують 328 видів зі 101 родини. Автор надав, фактично, перші описи таких рослин: кукурудза, чіа, авокадо, амарант, квасоля, гарбуз, агава, гуаява, черімоя, перець червоний гострий, тютюн, батат, какао, маніок, капулін, лукума, опунція, хікама, сапоте, томат, ваніль, юка і багатьом іншим. В рукописі Бадіано згадується 227 лікарських рослин, 6 тварин та 1 мінерал. Проте наведено лише 185 малюнків рослин.

## Характеристика
Більшість зі згаданих у різних кодексах мають лікарське призначення (438 рослин — праці Саагуна і кодекс Бадіано) і їстівні (229 рослин), частина використовувалася в ритуальній практиці (81 вид), мали декоративне застосування (48 рослин). Велика частина рослин мали лише 1 засід (503), 2 засоби (79) і 3 і більше засобів (26 рослин) використання. Деяким рослинам дані тільки загальні назви для різних видів, зокрема для юки і щириці. Сьогодні багато з них вивчені і впроваджені до світової медичної практики. Це іпекакуана і наперстянка, наркотичні засоби і багато інших ліків. Однак більшість з них залишаються невідомими сучасній науці.

## Ботанічні сади
Втім замало є відомостей про методики систематизації рослин, що існували в ацтеків. Останні мали численні ботаничні сади при храмах та палацах різного призначення, переважно декоративного та лікарського. Відомості про перший ботанічний сад приходяться на діяльність чіуакоатля Тлакаелеля, який наказав розпланувати такий сад в Оаштепекі (у сучасному штаті Морелос). Сприяв подальшому поширеню цієї традиції великий тлатоані Монтесума I. Разом із місцем відпочинки ці сади призначалися для медичних дослідів.
Лікарські ботаничні сади розташовувалися насамперед поруч з храмами та житлом лікарів. Вища знать полюбляла висаджувати дерева, чагарники та інші рослини поруч із своєю оселею. Відомими були сади Монтесуми II (в Теночтітлані) та Куітлауак (в Істапалаті), майже повністю знищені конкістадорами. За ним слідкували відповідні службовці з усіма необхідними знання щодо кожної рослини. Ймовірно більшість представників правлячої династії створювали такі ботанічні сади. Втім, від них нічого не залишилося, окрім згадок у хроніках та рукописах.
В таких садах також відбувалися своєрідна адаптація та виведення нових сортів для подальшого розповсюдження по імперії разом з ацтекськими колоністами. Особливо значний внесок зробили ацтеки в розведеня томатів. Це було пов'язано з тим, що вони були схожі з tomatl (Physalis ixocarpa) — рослиною, батьківщиною ацтеків. Плід томатль був невеликим, зеленим або жовтим, кислим на смак і покритим тонкою мембраною. Нову рослину ацтеки назвали xitomatl (шітоматль) або великим томатль. Також ацтеки мали знання про численні сорти гарбузів, маїсу, квасолі, що застосовували у землеробстві.